# Erdélyi Gazdasági Egyesület

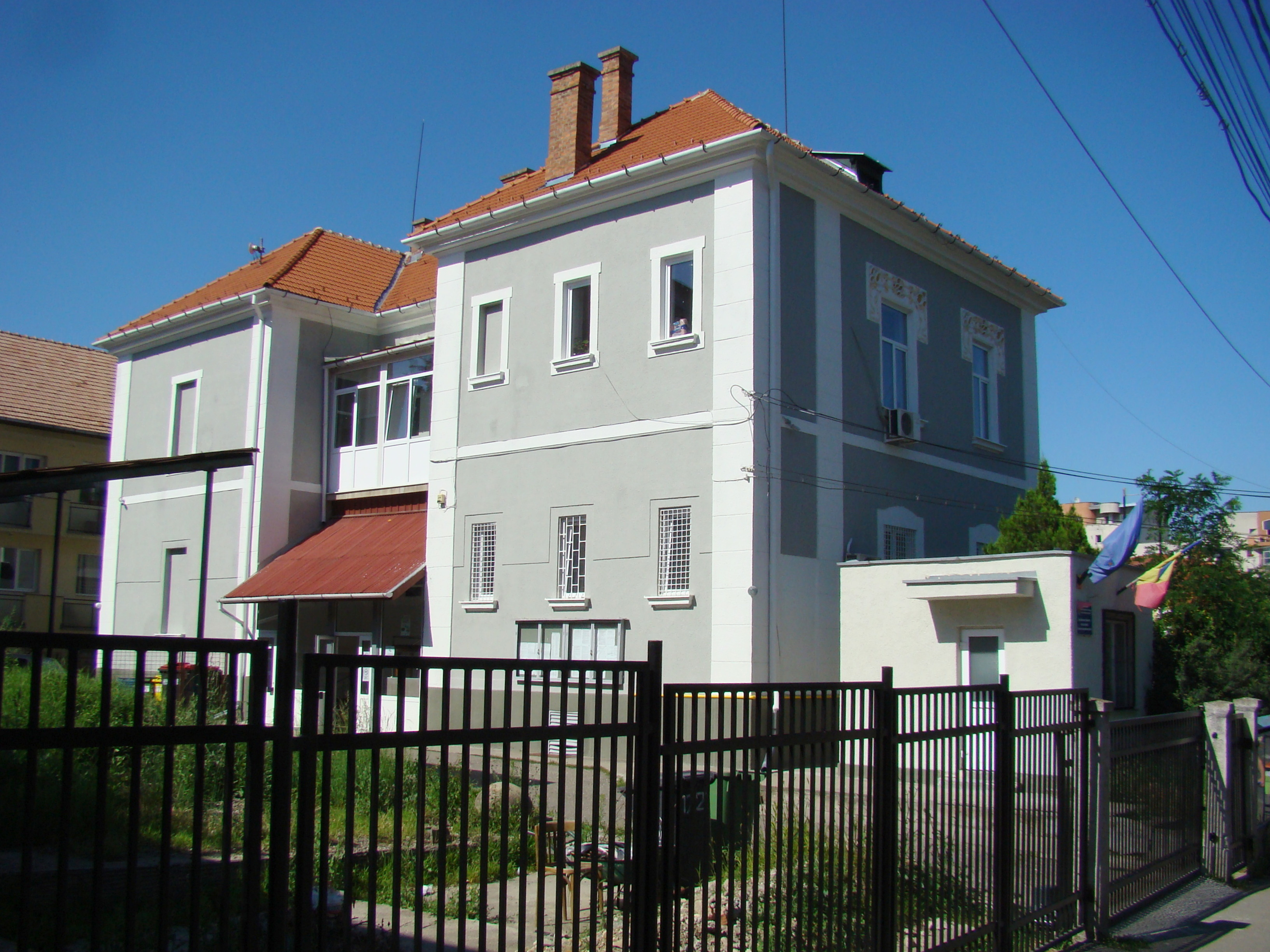
1911-ben épített egykori székháza az Attila (ma A. Mureșanu) u. 16. szám alatt

Erdélyi Gazdasági Egyesület – rövidítve EGE mezőgazdasági szakismereteket terjesztő, jogi személyiséggel bíró társadalmi szervezet. Eredeti nevébe 1939. május 21-én kormányhatósági intézkedésre bevette a nemzetiségi jelzőt, utána Erdélyi Magyar Gazdasági Egyesület, rövidítve EMGE. A második bécsi döntés után 1944-ig két szervezettel működött: Dél-Erdélyben Nagyenyed központtal, Észak-Erdélyben továbbra is Kolozsvár központtal. 1948-tól hosszú évtizedeken keresztül szünetelt, 1990-ben alakult meg újra.

## Működése
Alapítójaként Teleki Domokost kell tekinteni, aki 1844. január 4-én felhívással fordult Erdély birtokosaihoz egy gazdasági egyesület megalakítása érdekében. 1844. március 4-én meg is alakult az EGE, melynek első alapszabálya kimondja, hogy célja: „...idővel honunknak oly annyira alant álló gazdaságát egész kiterjedésében mozdítani elő...”, azonban „...egyelőre munkálkodását csak a szorosabb értelembe vett földmíveléssel és ezzel szoros kapcsolatban lévő marhatenyésztéssel kívánja kezdeni”. Később az alapszabályt többször módosították, de mindenik szerint az egylet fő célja a mezőgazdaság haladását népnevelő munkával, tudományterjesztéssel, korszerű gépek és berendezések megismertetésével és elterjesztésével, nemesített vetőmagvak és tenyészállatok juttatásával, mezőgazdasági szakirodalommal, könyv- és folyóiratkiadással, tanfolyamokkal, előadásokkal szolgálni. 105 éves fennállása alatt tíz elnök vezette, köztük Mikó Imre (1854-76), Jósika Gábor (1916-31), Bethlen György (1931-36), Szász Pál (1936-42 és 1945-47; Dél-Erdélyben 1942-44) és Teleki Béla (1942-44). Alapításától 1936. április 6-ig nincsenek falusi szervezetei, s taglétszáma is csak néhány száz; ettől kezdve majd minden erdélyi megyében kirendeltségei, ill. gazdaválasztmányai és falvakon gazdakörei létesülnek. Lényeges demokratizálódás 1936-ban következett be, amikor Szász Pált elnöknek választva a földbirtokos arisztokrácia igényeivel szemben a kisgazdák tömeges érdekvédelme került érvényre, s az EGE népi szervezetté válik. A második világháború után az EMGE a Magyar Népi Szövetség (MNSZ) irányításával folytatta munkáját, s bekapcsolódott a mezőgazdaság kollektivizálásának előkészítésébe. Az Erdélyi Gazda – az egyesület szaklapja – 1944 őszén 70 000 példányban jelent meg, 1947-ben a gazdaköri tagok száma elérte a 150 000-et.
Az Erdélyi Gazdasági Egyesület tevékenységének legjelentősebb mozzanatai 1919 előtt: a kolozsmonostori Gazdasági Tanintézet (a jelenlegi kolozsvári Agrártudományi és Állatorvosi Egyetem) felállításának kezdeményezése (1869-ben nyitotta meg kapuit); az Erdélyi Gazda című folyóirat kiadása; állatkiállítások és terménykiállítások; tanulmányi kirándulások, ekeversenyek, fogatversenyek, gépbemutatók; az 1891-ben nyílt algyógyi, majd az 1906-ban nyílt tordai földmívesiskolák kezdeményezése; könyvkiadói tevékenysége nemcsak magyar, hanem román, német és szlovák nyelven is jelentős. 1936 után az Erdélyi Gazda külön jogi melléklettel bővül, 1939-ben pedig az Erdélyi Gazdasági Egyesület rövid ideig kisállattenyésztési szakfolyóiratot ad ki Kisállattenyésztő címen. Az EGE kiadványai között fontos helyet foglalt el a naptár, a falusi földmíves lakosság legnépszerűbb olvasmánya. A múlt században Az Erdélyi Gazda Tárcza Naptára még csak az Erdélyi Gazda ingyenes mellékleteként jelenik meg, 1922 és 1937 között azonban Az Erdélyi Gazdák Zsebnaptára, majd 1938-tól 1947-ig az Erdélyi Gazda Naptára már több száz lapnyi terjedelemben jut el az olvasókhoz. A naptárban jelentős szerephez jutott a szépirodalom is, komoly feladatot teljesített a földmíves lakosság irodalmi ízlésének alakításában.
A mezőgazdasági tömegoktatás érdekében az EGE 1936 és 1947 között több mint 400 téli gazdasági tanfolyamot és számos szaktanfolyamot szervezett.
Az erdélyi mezőgazdálkodásnak hasznára váltak az Erdélyi Gazdasági Egyesület szakmai jellegű akciói és a saját kiadásában megjelent népszerű mezőgazdasági füzetek (Az EGE Könyvkiadó Vállalata Füzetei, Kolozsvár, 1926-1939), köztük Nagy Endre, Páter Béla, Szeghő Dénes és Török Bálint munkái. 1926 és 1939 között 72 ilyen kiadványt tartunk nyilván. A taglétszám és a feladatok növekedésével arányosan terebélyesedett – főként 1936 után – a szervezeti hálózat is. 1944 után az Erdélyi Gazdasági Egyesület négy éven át folytatta munkáját, s Az EMGE Gazdasági Könyvtára cím alatt még 1948-ban is jelent meg szakkiadványa (Grecu Serafim és Nagy Miklós: Az édescirok termesztése és feldolgozása).

## EGE és EMGE tagok
- Antal Dániel
- Bikfalvy Ferenc
- Farkas Árpád (szakíró)
- Korponay Kornél
- Páter Béla
- Szász Ferenc I.
- Szász Ferenc II.
- Szász Ferenc III.
- Szász István
- Szövérdi Ferenc
- Telegdy László
- Zalányi Tibor